# Andrzej Szczepocki
Andrzej Franciszek Szczepocki (ur. 1951) – polski inżynier i samorządowiec, wojewoda piotrkowski (1990–1992).

## Życiorys
Ukończył w 1978 studia w Szkole Głównej Gospodarstwa Wiejskiego oraz podyplomowe z dziedziny administracji i zarządzania. Pracował jako prezes zarządu Zakładu Usług Technicznych. W latach 80. pełnił funkcję naczelnika gminy Kleszczów, był zatrudniony również jako dyrektor Wydziału Rozwoju Gospodarczego Urzędu Wojewódzkiego w Piotrkowie Trybunalskim.
W 1990 został mianowany wojewodą, stanowisko to zajmował do 1992. Przez kilka kadencji sprawował mandat radnego gminy Kleszczów. Stał na czele zarządu Fundacji Rozwoju Gminy Kleszczów. W 2002 został wybrany na radnego gminy. W 2005 został uhonorowany tytułem „Złotego Inżyniera”. W 2006 nie kandydował ponownie na radnego. W 2014 kandydował na wójta, zajmując 2. miejsce spośród 4 kandydatów. Należy do Polskiego Stronnictwa Ludowego